# Hans Rauter
Hans Albin Rauter (ur. 4 lutego 1895 w Klagenfurt am Wörthersee, zm. 25 marca 1949 w Hadze) – SS-Obergruppenführer, zbrodniarz wojenny, jeden z przywódców niemieckiej okupacji Holandii, w skazany na karę śmierci i w 1949 roku rozstrzelany.

## Życiorys
Urodzony w Klagenfurt am Wörthersee (Austro-Węgry), podczas I wojny światowej walczył w cesarsko-królewskiej armii. Następnie jako porucznik objął dowództwo tzw. legionu styryjskiego, włączonego później do Freikorpsu Oberland, walczącego z powstańcami polskimi na Górnym  Śląsku. W 1933 roku Rauter wstąpił do austriackiej partii nazistowskiej (do NSDAP nigdy nie należał) i SA, później stał się także członkiem SS. W latach 1935–1936 pełnił służbę jako oficer w sztabie Himmlera. Następnie był także oficerem w Głównym Urzędzie SS. W latach 1938–1940 był Stabsführerem Nadokręgu Südost.
Od 26 czerwca 1940 roku do 8 maja 1945 roku Rauter był Wyższym Dowódcą SS i Policji w Nadokręgu Nordwest, który obejmował m.in. okupowaną przez III Rzeszę Holandię. Był skłócony z Arthurem Seyss-Inqartem, komisarzem Rzeszy w Holandii. Zasłynął z niezwykłej bezwzględności i brutalności wobec Holendrów (w tym z okrutnych metod zwalczania miejscowego ruchu oporu). Osobiście nakazywał wykonywać egzekucje ludności cywilnej i zajmował się organizacją deportacji Żydów do obozów zagłady. Jest symbolem hitlerowskiego terroru w Holandii.

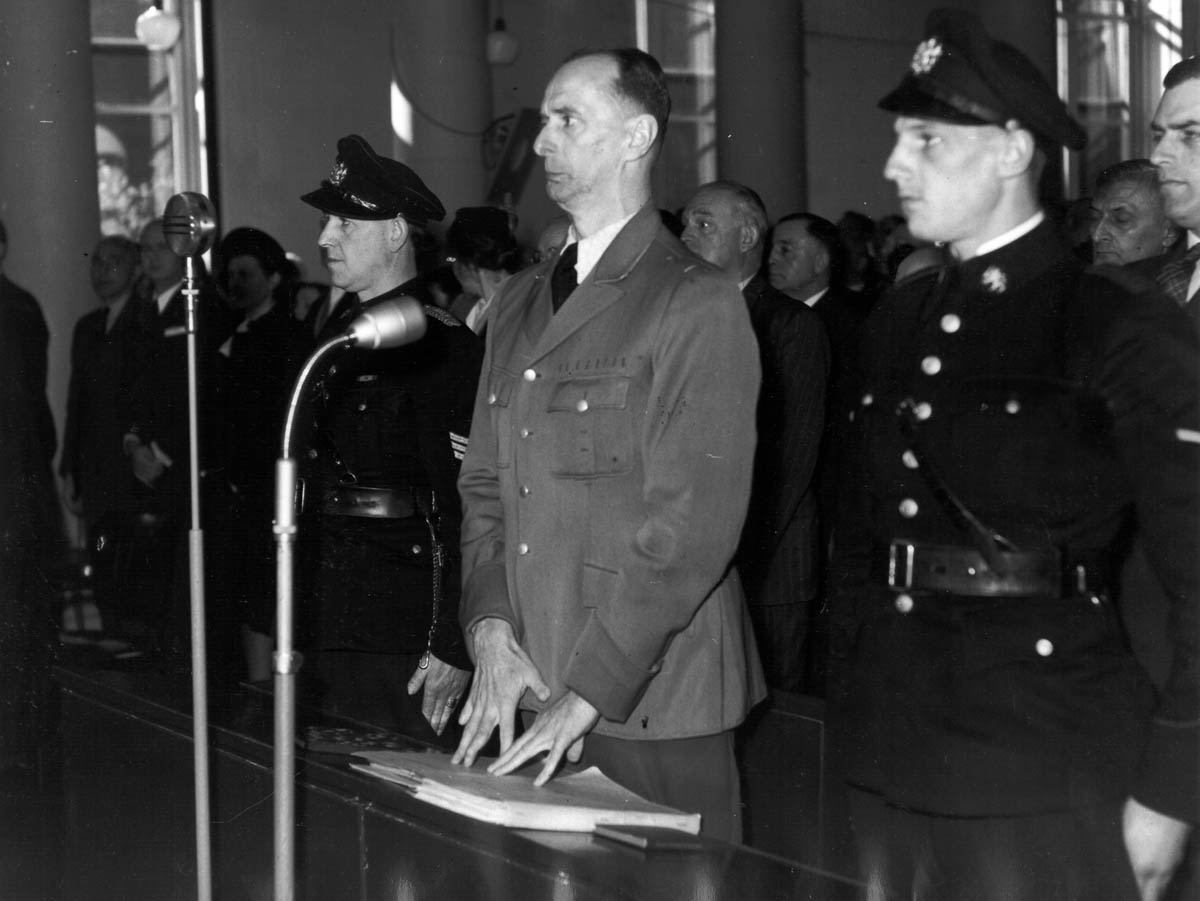
Proces Rautera

Aresztowany przez Brytyjczyków w szpitalu, został następnie wydany władzom holenderskim. Sąd w Hadze skazał Rautera na karę śmierci przez rozstrzelanie. Wyrok wykonano w marcu 1949 roku.